# NBA All-Star Game 1987
Le NBA All-Star Game 1987 s’est déroulé le 8 février 1987 dans le Kingdome de Seattle.

## Effectif All-Star de l’Est
- Moses Malone (Bullets de Washington)
- Julius Erving (76ers de Philadelphie)
- Larry Bird (Celtics de Boston)
- Michael Jordan (Bulls de Chicago)
- Charles Barkley (76ers de Philadelphie)
- Kevin McHale (Celtics de Boston)
- Robert Parish (Celtics de Boston)
- Isiah Thomas (Pistons de Détroit)
- Dominique Wilkins (Hawks d'Atlanta)
- Maurice Cheeks (76ers de Philadelphie)
- Jeff Malone (Bullets de Washington)
- Bill Laimbeer (Pistons de Detroit)

## Effectif All-Star de l’Ouest
- Kareem Abdul-Jabbar (Lakers de Los Angeles)
- Magic Johnson (Lakers de Los Angeles)
- James Worthy (Lakers de Los Angeles)
- Hakeem Olajuwon (Rockets de Houston)
- Walter Davis (Suns de Phoenix)
- Ralph Sampson (Rockets de Houston)
- Alvin Robertson (Spurs de San Antonio)
- Alex English (Nuggets de Denver)
- Tom Chambers (SuperSonics de Seattle)
- Joe Barry Carroll (Warriors de Golden State)
- Mark Aguirre (Mavericks de Dallas)
- Rolando Blackman (Mavericks de Dallas)
- Eric Floyd (Warriors de Golden State)

## Faits notables
Les All-Stars de l'Ouest établissent un record de points sur un match avec 154, mais il ne s'agit alors pas du record pour un match sans prolongation.
Les deux équipes établissent un record de 303 points sur l'ensemble du match.

## Concours
Vainqueur du concours de tir à 3 points : Larry Bird
Vainqueur du concours de dunk : Michael Jordan